# Sarąg Mały
Sarąg Mały – jezioro w Polsce w województwie warmińsko-mazurskim, w powiecie olsztyńskim, w gminie Olsztynek.

## Położenie
Według regionalizacji fizycznogeograficznej Polski jezioro leży na Równinie Olsztynka, natomiast według regionalizacji przyrodniczo-leśnej – w mezoregionie Puszcz Mazurskich, w dorzeczu Łyna–Pregoła. Do jeziora wpada od południa mały ciek, kierując wody z jeziora Sarąg Wielki, a wypływa na północy łącząc się z Łyną. W pobliżu zachodniego brzegu znajduje się wieś Kurki, a północnego droga nr 603 Olsztynek–Zgniłocha.
Brzegi są bezleśne. Dno i ławica przybrzeżna są muliste.
Jezioro leży na terenie obwodu rybackiego rzeki Łyna – nr 2.

## Morfometria
Według danych uzyskanych poprzez planimetrię jeziora na mapach w skali 1:50 000 według Państwowego Układu Współrzędnych 1965, zgodnie z poziomem odniesienia Kronsztadt powierzchnia zbiornika wodnego to 3,5 ha. Lustro wody znajduje się na wysokości 126,1 m n.p.m.